# Tränkeberg
Tränkeberg ist ein Wohnplatz im Ortsteil Reetzerhütten der Gemeinde Wiesenburg/Mark im Landkreis Potsdam-Mittelmark in Brandenburg.

## Geografische Lage
Die Siedlung liegt rund 1,8 km südsüdöstlich von Reetzerhütten und ist fast vollständig von Wald umgeben. Im Osten grenzt der bewohnte Gemeindeteil Bahnhof an, in dem sich auch der namensgebende Bahnhof Wiesenburg (Mark) an der Bahnstrecke Berlin–Blankenheim befindet.

## Geschichte
Das Forstetablissement Quadelotzkt erschien erstmals im Jahr 1555 in den Akten und gehörte vor 1555 bis 1755 der Familie Brandt von Lindau. Der Name änderte sich in Quadalotzki im Jahr 1575 zu Kalotsche im Jahr 1861. In der Zeit des Nationalsozialismus erfolgte die Umbenennung in Reetzerkütten-Tränkeberg.
Im Mittelalter fiel die Dorfstelle vermutlich wüst; in den Lehnsbriefen aus dem 15. Jahrhundert wurde sie nicht erwähnt. Im Jahr 1592 leistete der Schulze aus Jeserig/Fläming Abgaben aus der Dorfstätte. Er bewirtschaftete dort auch eine zwei Morgen (Mg) große Wiese. Ein Hufner besaß eine Wiese, ein Kossät ½ Mg Wiese. Ein anderer Hufner besaß 1 Mg 3 Viertel Wiese in Kalotsche und Petzdorf. Drei Einwohner aus Wiesenburg besaßen ¾ Vt Wiese, eine Wiese und 1 Mg Wiese im Pfarrholz der Siedlung. Der Zehnt fiel in dieser Zeit in den Jahren 1555 und 1575 nach Wiesenburg. Jeserig wiederum war zu dieser Zeit bereits Tochterkirche von Wiesenburg. Von 1755 bis 1765 gehörte die Dorfstätte der Familie von Watzdorf, die es 1765 an die Familie Trotta genannt Treyden weitergab. Diese wiederum verkauften sie an die Familie von Goldacker.
Unter ihrer Herrschaft entstand Anfang des 19. Jahrhunderts ein Forsthaus, das 1858 mit einem Wohn- und drei Wirtschaftsgebäuden erwähnt wurde. Im Jahr 1895 wurde lediglich ein Wohnhaus erwähnt. Die Siedlung kam 1928 nach Reetzerhütten und war dort ab 1931 ein Wohnplatz.

## Bevölkerungsentwicklung
| Jahr      | 1858 | 1871 | 1885 | 1895 | 1905 | 1925 |
| Einwohner | 13   | 11   | 6    | 5    | 4    | 3    |